# آریت، ساووا
آریت (به فرانسوی: Arith) یک کمون در فرانسه است که در canton of Le Châtelard واقع شده‌است. آریت ۲۴٫۲۷ کیلومتر مربع مساحت دارد.